# Ruwim Lewin
Ruwim Jakowlewicz Lewin (ros. Рувим Яковлевич Левин, ur. 1898 w Krupkach, zm. 30 października 1937) – radziecki działacz państwowy narodowości żydowskiej.

## Życiorys
W 1915 wstąpił do SDPRR(b), 1915-1916 studiował w Mohylewskim Instytucie Nauczycielskim, od września 1917 do lipca 1918 był zastępcą przewodniczącego, potem przewodniczącym Komitetu Wykonawczego Rady Miejskiej Carycyna (obecnie Wołgograd). Od września 1918 do maja 1920 był przewodniczącym carycyńskiego gubernialnego komitetu RKP(b), od stycznia 1921 do czerwca 1922 przewodniczącym Komitetu Wykonawczego Jarosławskiej Rady Gubernialnej, od 1922 pomocnikiem szefa Zarządu Podatków i Dochodów Państwowych Ludowego Komisariatu Finansów RFSRR, potem do 1924 szefem tego Zarządu. W latach 1924–1929 był zastępcą ludowego komisarza finansów RFSRR, od 13 marca do 18 lipca 1929 przewodniczącym Komitetu Organizacyjnego Prezydium WCIK na Kraj Północny, a od 18 lipca 1929 do 31 października 1930 przewodniczącym Państwowej Komisji Planowej przy Radzie Ekonomicznej RFSRR i jednocześnie 1929-1930 członkiem Prezydium Państwowej Komisji Planowej przy Radzie Komisarzy Ludowych ZSRR. W latach 1930–1937 był zastępcą ludowego komisarza finansów ZSRR i do lipca 1937 zarządcą Banku Finansowania Kapitałowego Budownictwa Przemysłu, Transportu i Łączności ZSRR (Prombanku).
31 lipca 1937 został aresztowany, 29 października 1937 skazany na śmierć przez Wojskowe Kolegium Sądu Najwyższego ZSRR pod zarzutem udziału w antyradzieckiej organizacji terrorystycznej i następnego dnia rozstrzelany. 7 kwietnia 1956 pośmiertnie zrehabilitowany. 